# Kalatchinsk
Kalatchinsk (en russe : Калачинск) est une ville de l'oblast d'Omsk, en Russie, et le centre administratif du raïon Kalatchinski. Sa population s'élevait à 22 915 habitants en 2013.

## Géographie
La ville se trouve sur la rivière Om, à 76 km à l'est d'Omsk et à 2 313 km à l'est de Moscou.

## Histoire
Le village de Kalatchinsk, fondé en 1795, accéda au statut de commune urbaine en 1944 puis à celui de ville en 1952.

## Population
Recensements (*) ou estimations de la population
| 1939* | 1959*  | 1970*  | 1979*  | 1989*  |
| ----- | ------ | ------ | ------ | ------ |
| 9 300 | 18 987 | 20 809 | 22 414 | 25 014 |

| 2002*  | 2006   | 2010*  | 2012   | 2013   |
| ------ | ------ | ------ | ------ | ------ |
| 24 247 | 23 705 | 23 556 | 23 283 | 22 915 |

## Transports
Kalatchinsk se trouve sur un tronçon particulièrement actif du chemin de fer Transsibérien, au kilomètre 2790 depuis Moscou.